# Ga Sapporo (Tàu điện ngầm đô thị Sapporo)
Ga Sapporo (さっぽろ駅 Sapporo-eki) là ga Tàu điện ngầm đô thị Sapporo ở Chūō, Sapporo, Hokkaidō, Nhật Bản. Nhà ga được đánh số  N06 đối với tuyến Namboku và H07 đối với tuyến Tōhō. Nhà ga được kết nối với Ga Sapporo thuộc JR Hokkaido bằng một lối đi ngầm.

## Bố trí ga

### Tuyến Namboku
| G                                     | Mặt đất                                             | Lối vào/Lối ra                                   |
| Sân ga                                | Sân ga 1                                            | Tuyến Namboku đi N7 Ōdōri (Hướng đi Makomanai) → |
| Sân ga đảo, cửa sẽ mở ở bên trái/phải |                                                     |                                                  |
| Sân ga 2                              | ← Tuyến Namboku đi N5 Kita-Jūni-Jō (Hướng đi Asabu) |                                                  |

### Tuyến Tōhō
| G                                     | Mặt đất                                                        | Lối vào/Lối ra                               |
| Sân ga                                | Sân ga 3                                                       | Tuyến Tōhō đi H8 Ōdōri (Hướng đi Fukuzumi) → |
| Sân ga đảo, cửa sẽ mở ở bên trái/phải |                                                                |                                              |
| Sân ga 4                              | ← Tuyến Tōhō đi H6 Kita-Jūsan-Jō-Higashi (Hướng đi Sakaemachi) |                                              |

## Lịch sử
Nhà ga mở cửa vào ngày 16 tháng 12 năm 1971 cùng với thời điểm khai trương Tuyến Namboku từ Ga Makomanai đến Ga Kita-Nijūyo-Jō.
Sân ga phục vụ Tuyến Tōhō mở cửa vào ngày 2 tháng 12 năm 1988 cùng với thời điểm khai trương tuyến.

## Xung quanh nhà ga
- Ga Sapporo (JR Hokkaido)
- Bến xe buýt Sapporo
- Quốc lộ 5 (đến Hakodate)
- Tòa nhà Cục Phát triển Hokkaido
- Đại học Hokkaido
- Trụ sở Cảnh sát Hokkaido
- Bưu điện trung tâm Sapporo
- Tòa nhà Sapporo 1, (Tòa nhà Văn phòng Chính phủ Sapporo)
- Hiệp hội hợp tác xã nông nghiệp Sapporo (JA Sapporo), chi nhánh Chuo
- Sapporo JR Tower
- Sapporo Stellar Place, trung tâm mua sắm
- Cửa hàng Daimaru, chi nhánh Sapporo
- Sapporo Cinema Frontier
- Sapporo Esta, trung tâm mua sắm
- Cửa hàng bách hóa Tokyu
- Tòa nhà Asty 45
- Trung tâm mua sắm Paseo
- Trung tâm mua sắm Apia
- Cửa hàng Loft Sapporo
- Khách sạn New Otani Sapporo
- Ngân hàng North Pacific Bank, chi nhánh Kitashichijo
- Ngân hàng Hokkaido, chi nhánh ga Sapporo
- Ngân hàng Mizuho, chi nhánh Sapporo
- Ngân hàng Aozora, chi nhánh Sapporo
- Ngân hàng Aomori, chi nhánh Sapporo
- Ngân hàng Suruga, chi nhánh Sapporo
- Ngân hàng Daishi, chi nhánh Sapporo
- Ngân hàng Hidaka shinkin, chi nhánh Sapporo

## Hình ảnh

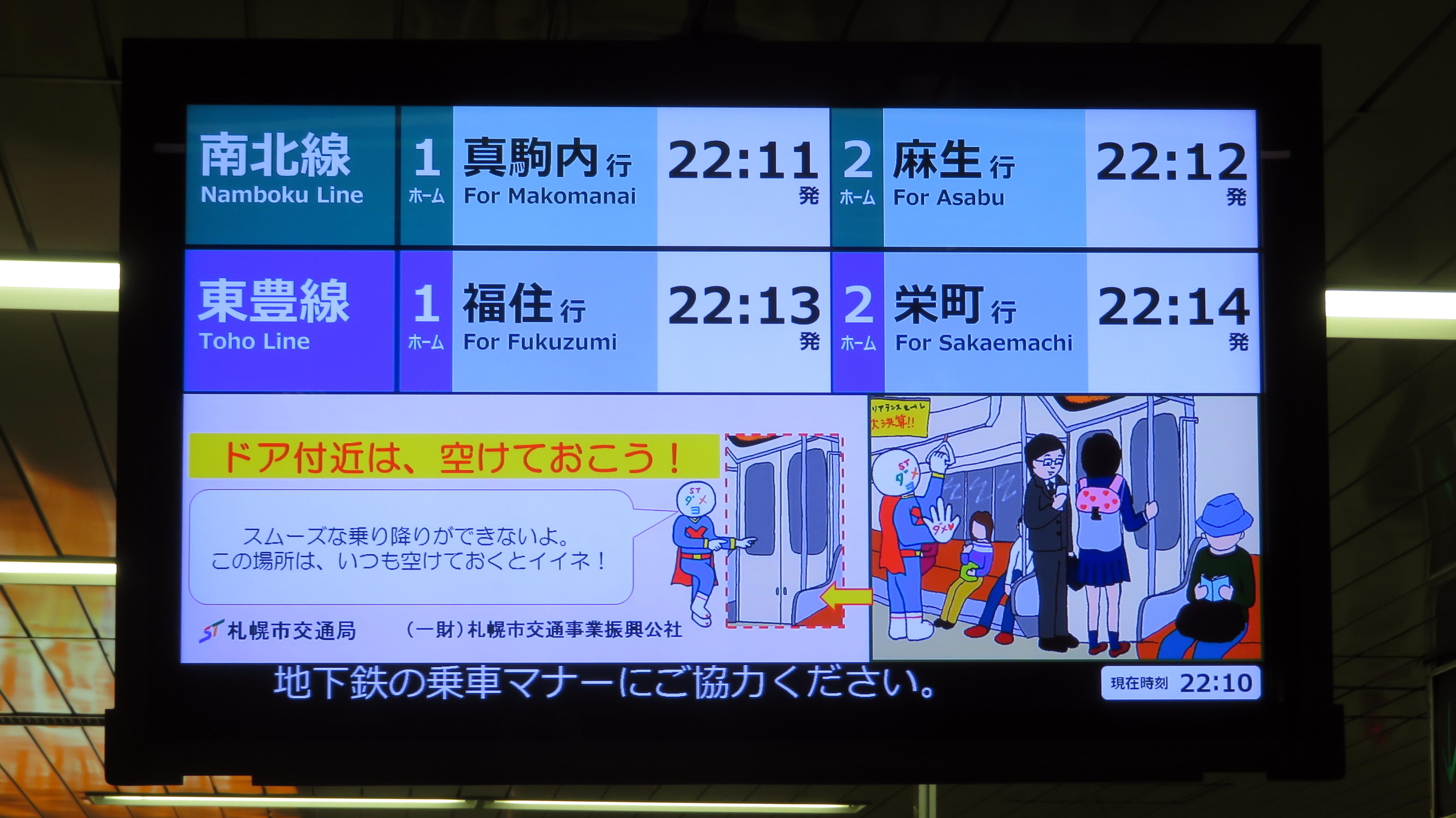
Màn hình hiển thị thông tin tàu
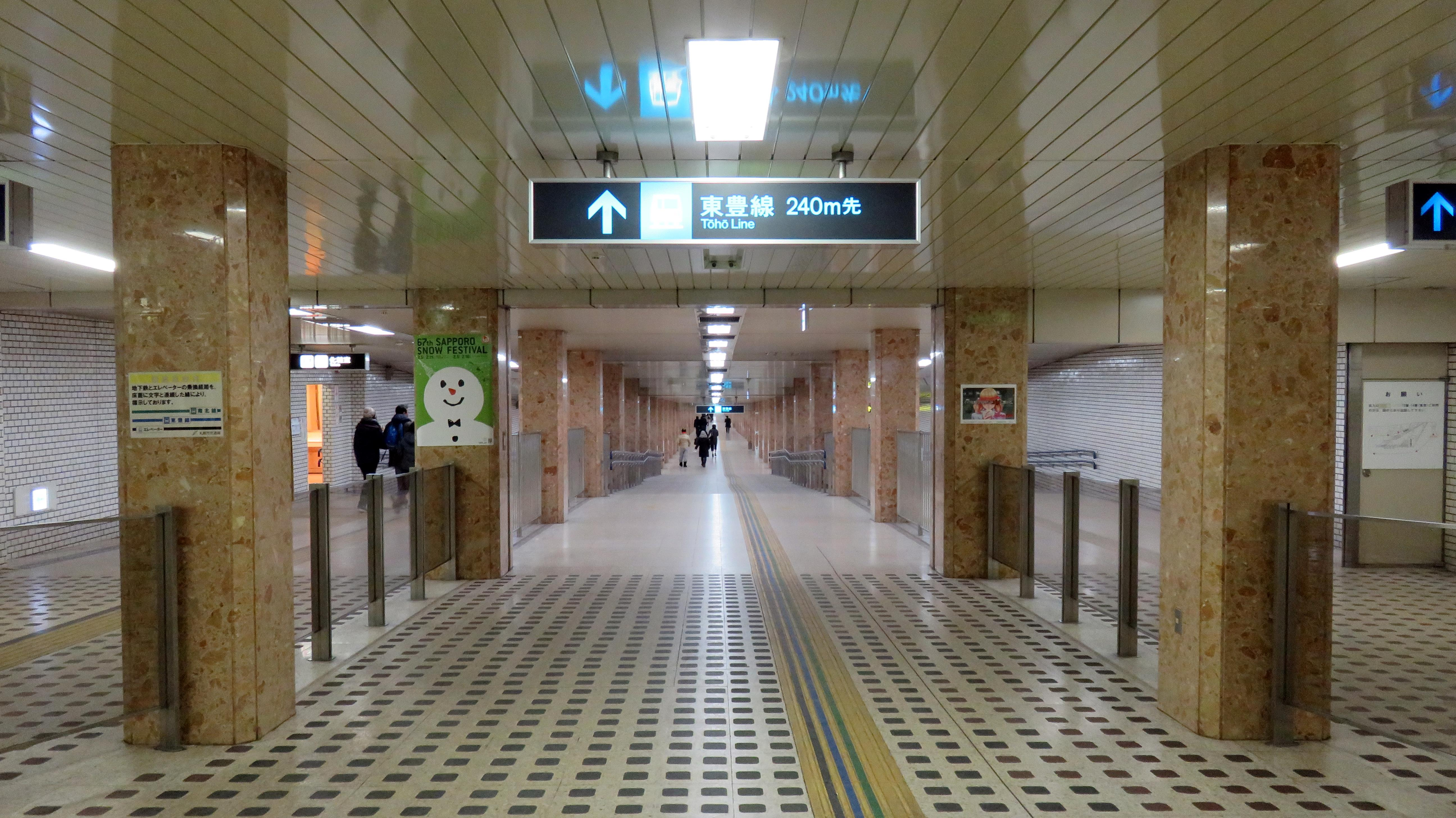
Lối đi giữa sân ga Tuyến Namboku và Tuyến Toho
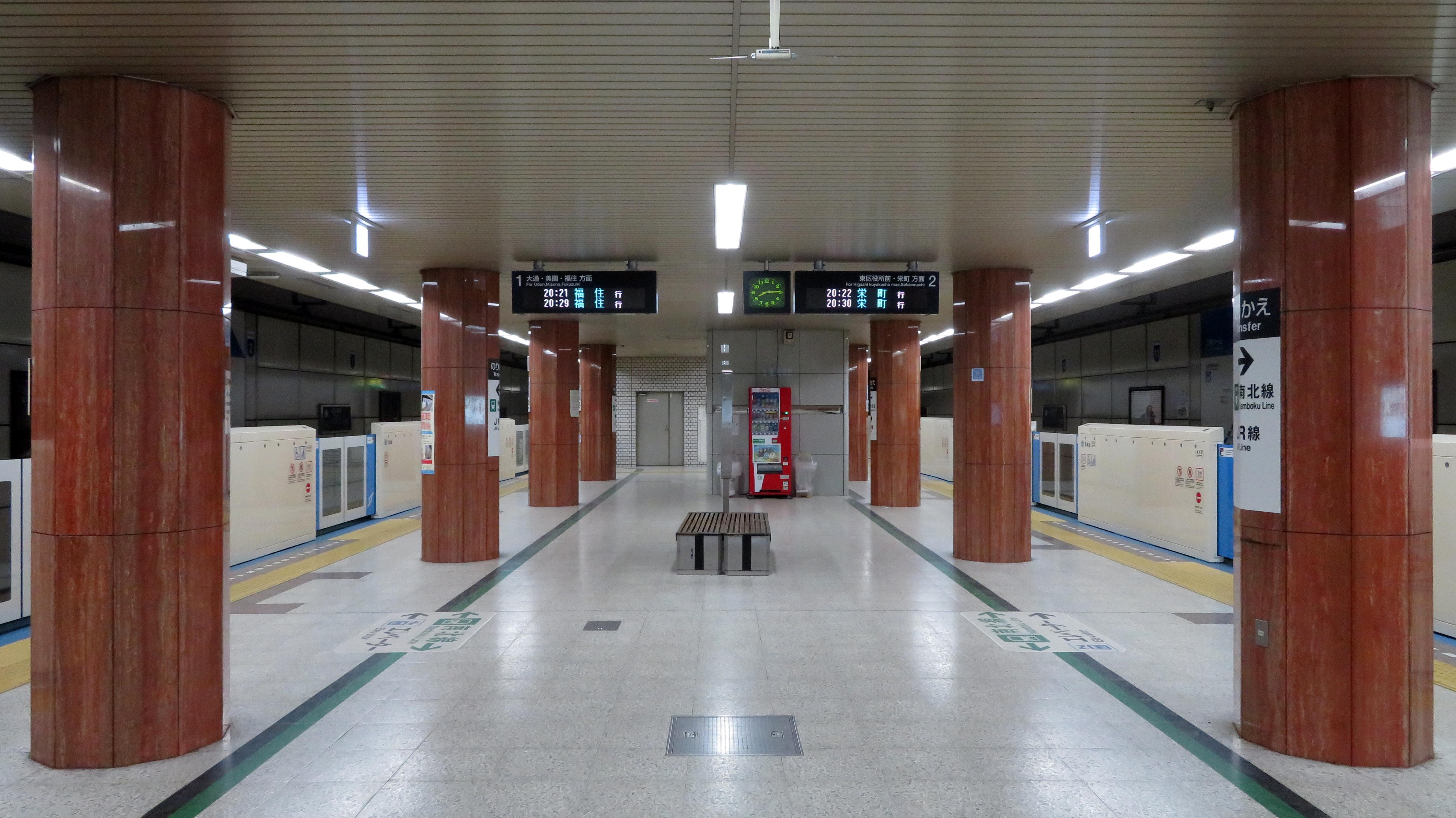
Sân ga tuyến Tōhō
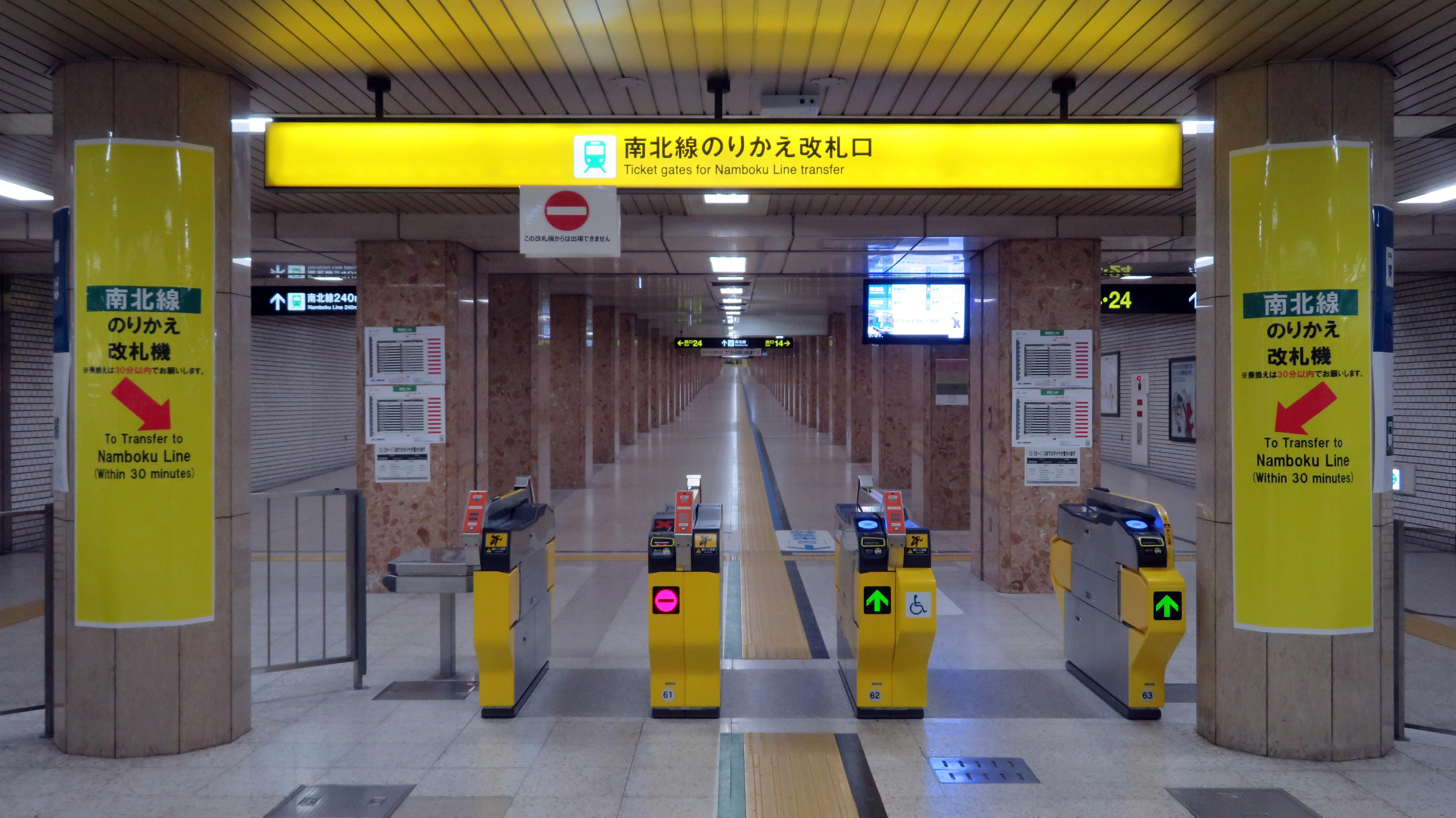
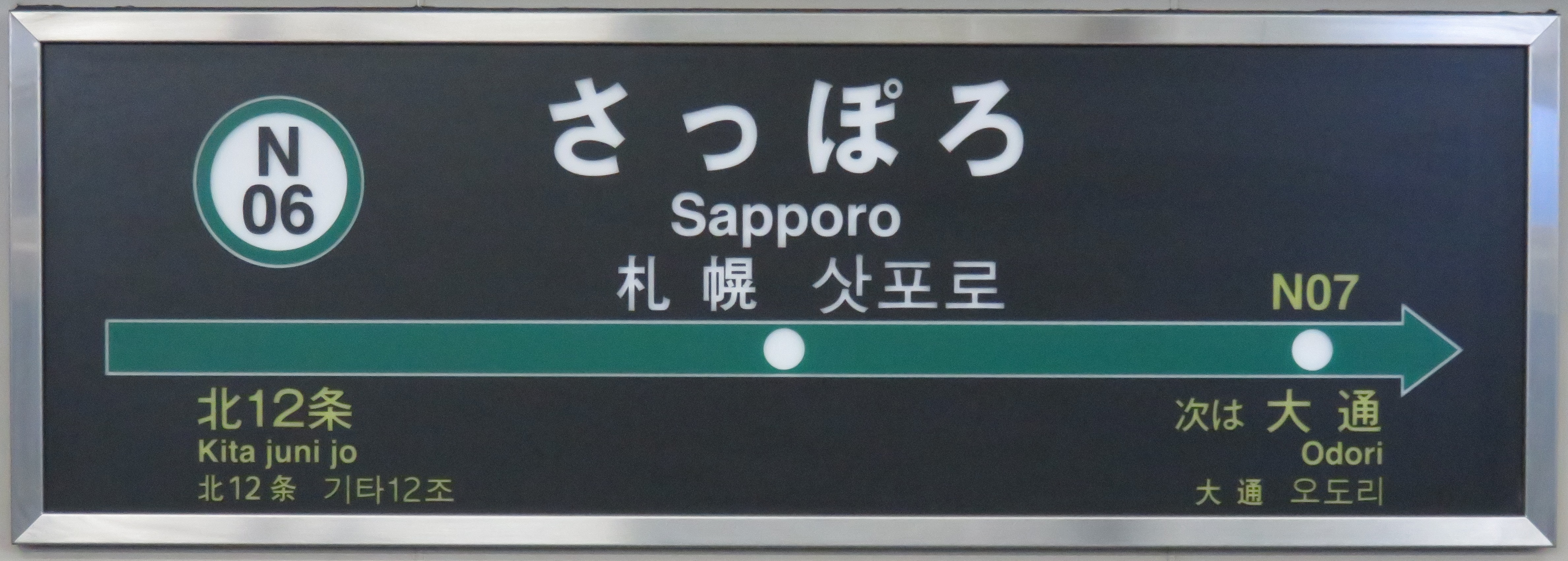
Biển chỉ dẫn tuyến Nanboku
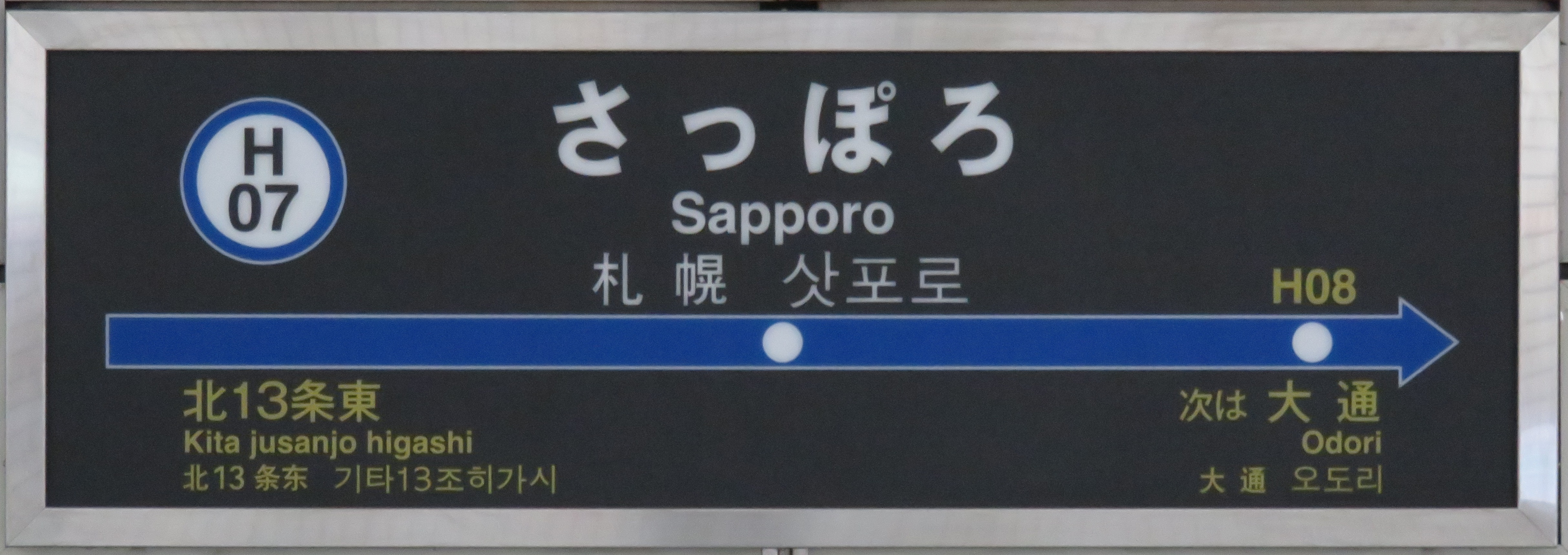
Biển chỉ dẫn tuyến Toho